# Jacob Eber
Jacob (Jakob) Eber war ein Buchdrucker des 15. Jahrhunderts.

## Leben und Wirken
Ebers Lebensdaten sind nicht ausreichend dokumentiert. Weder Geburts- noch Todesort oder Zeitpunkte sind überliefert. Seine Familie stammte aus Landsberg am Lech. Er selbst heiratete 1473 in Straßburg eine Tochter des Wagners Erhard Kannel. Nach der Hochzeit erhielt er das Straßburger Bürgerrecht.
Um 1480 eröffnete er eine Druckerei, der fünf Drucke zugeordnet werden können. Er druckte die „Dialogi“ von Gregor dem Großen, deren Berliner Exemplar 1481 rubriziert wurde. Das einzige mit Datum versehene Schriftstück stammt aus dem Jahr 1483. Dabei handelte es sich um die „Scala coeli“ von Johannes Gobi. Aufgrund ähnlicher Typen ist davon auszugehen, dass er auch „De eruditione christifidelium“ von Johannes Herolt, „Fraternitas cleri“ von Ulrich Ulmer und „Summa de articulis fidei“ von Thomas von Aquin vervielfältigte.
Eber verwendete ausgesprochen eigenartige Lettern. Die darin zu findenden Nebenformen erinnern stark an einen von 1481 bis 1483 in Straßburg tätigen Drucker, der die „Legende Aurea von 1481“ publizierte.